# Unité urbaine de Rabastens
L'unité urbaine de Rabastens est une unité urbaine française centrée sur la ville de Rabastens, département du Tarn.

## Données globales
En 2010, selon l'Insee, l'unité urbaine de Rabastens est composée de deux communes, situées dans l'arrondissement d'Albi du département du Tarn.
L'unité urbaine de Rabastens appartenait à l'aire urbaine de Toulouse et depuis 2020 elle appartient à l'aire d'attraction de Toulouse.

## Délimitation de l'unité urbaine de 2020
En 2020, l'Insee a procédé à une révision des délimitations des unités urbaines  de la France; celle de Rabastens est toujours composée de deux communes.

### Communes
Liste des communes appartenant à l'unité urbaine de Rabastens selon la nouvelle délimitation de 2020 et sa population municipale (liste établie par ordre alphabétique) :
| Nom        | Code Insee | Département | Statut       | Superficie (km2) | Population (dernière pop. légale) | Densité (hab./km2) | Modifier                                    |
| ---------- | ---------- | ----------- | ------------ | ---------------- | --------------------------------- | ------------------ | ------------------------------------------- |
| Coufouleux | 81070      | Tarn        | banlieue     | 27,16            | 3 041 (2022)                      | 112                | modifier les données · modifier les données |
| Rabastens  | 81220      | Tarn        | ville-centre | 66,29            | 5 801 (2022)                      | 88                 | modifier les données · modifier les données |

## Évolution démographique
L'évolution démographique ci-dessous concerne l'unité urbaine selon le périmètre défini en 2020.
| 1968  | 1975  | 1982  | 1990  | 1999  | 2007  | 2012  | 2013  | 2014  |
| ----- | ----- | ----- | ----- | ----- | ----- | ----- | ----- | ----- |
| 5 574 | 5 566 | 5 457 | 5 812 | 6 212 | 6 956 | 7 595 | 7 839 | 8 062 |

| 2015  | 2016  | 2017  | 2019  | 2020  | 2021  | 2022  | - | - |
| ----- | ----- | ----- | ----- | ----- | ----- | ----- | - | - |
| 8 235 | 8 384 | 8 494 | 8 652 | 8 719 | 8 776 | 8 842 | - | - |